# داكنك في شعري
داكينك في شعري هي مسرحية لتري أنتوني، عرضت لأول مرة في مهرجان تورونتو فرينج في عام 2001. الشخصية الأساسية للمسرحية هي نوفليت، المالكة الكندية الكاريبية لصالون ليتي لتصفيف الشعر في تورونتو. تُجبر نوفليت على مواجهة أهدافها ومُثُلها في الحياة عندما تتلقى خبر وفاة صديقها السابق سيدريك، الذي أقرضها المال لفتح الصالون، وأن ابنته فيرينا تطالب بسداد القرض.
انتشرت المسرحية بعد ذلك إلى مسرح باس مورايل في عام 2003، ورشحت لأربع جوائز دورا. قامت شركة ميرفيش للإنتاج بعد ذلك بتأمين إنتاج أكبر في مسرح أميرة ويلز في عام 2005. أنتج العرض أيضًا في مسرح سان دييغو ريبيرتوري في سان دييغو، وفي إمبراطورية هاكني في لندن.

## تكيفات التلفزيون
أنتجت حلقة تجريبية لمدة ساعة واحدة على أساس المسرحية في عام 2004 من قبل رؤية التلفزيون وهي مسابقة الدراما للتنوع الثقافي. قامت شيريل لي رالف بدور نوفليت وشاكيرا هاربر في دور ابنتها ميشيل وكيم روبرتس في دور فيرينا وميمي كوزيك في دور صديقة وأيضا عميلة لنوفيليت إيريس وتري أنتوني في دور جوي أخت نوفيليت ونغوزي بول وجيمس كودرينجتون وريتشارد شيفولو كمصممون يعملون في ليتي.

## المسلسل تلفزيوني
بدأ عرض المسلسل بشكل أسبوعي مدة الحلقة فيه نصف ساعة لمدة موسمين بدءاً من شبكة التلفزيون العالمية في عام 2007–08. صورت ما مجموعه 26 حلقة. يشمل طاقم الممثلين أوردينا ستيفنس ثومسون وتري أنتوني ونغوزي بول وريتشارد فاجون وكونروي ستيوارت.